# Police District
Police District  è una serie televisiva francese in 18 episodi trasmessi per la prima volta nel corso di 3 stagioni dal 2000 al 2003.

## Trama
Un gruppo di giovani ufficiali di polizia affronta le difficoltà quotidiane nel difficile contesto di una stazione di polizia sotto la guida del comandante Riviere.

## Personaggi e interpreti
- Rivière (16 episodi, 2000-2003), interpretato da Olivier Marchal.
- Frane, interpretata da Lydia Andrei.
- Norbert, interpretato da Francis Renaud.
- Sandrine, interpretata da Nadia Fossier.
- Willy, interpretato da Rachid Djaidani.

## Produzione
La serie, ideata da Hugues Pagan, fu prodotta da Capa Production e M6 Métropole Télévision. Le musiche furono composte da Jonathan Capdevielle e Laurent Sauvagnac.

### Registi
Tra i registi sono accreditati:
- Olivier Chavarot in 6 episodi (2000)
- Jean-Teddy Filippe in 3 episodi (2000-2001)
- Manuel Boursinhac in 3 episodi (2001)

### Sceneggiatori
Tra gli sceneggiatori sono accreditati:
- Hugues Pagan in 12 episodi (2000-2001)
- Alban Guitteny in 3 episodi (2000-2001)

## Distribuzione
La serie fu trasmessa in Francia dal 6 settembre 2000 al 5 gennaio 2003 sulla rete televisiva M6. In Italia è stata trasmessa con il titolo Police District.

## Episodi
| Stagione         | Episodi | Prima TV Francia |
| ---------------- | ------- | ---------------- |
| Prima stagione   | 6       | 2000             |
| Seconda stagione | 6       | 2001             |
| Terza stagione   | 6       | 2002-2003        |